# Gare de Cenon
Gare de Cenon vasútállomás Franciaországban, Cenon településen.

## Vasútvonalak
Az állomást az alábbi vasútvonalak érintik:
- Párizs–Bordeaux-vasútvonal
- Chartres–Bordeaux-vasútvonal

## Kapcsolódó állomások
A vasútállomáshoz az alábbi állomások vannak a legközelebb:
- Gare de Sainte-Eulalie - Carbon-Blanc
- Gare de Bordeaux-Saint-Jean (Gare de Bordeaux-Saint-Jean, Párizs–Bordeaux-vasútvonal)
- Gare de Bassens (Paris Gare d’Austerlitz, Párizs–Bordeaux-vasútvonal)
- Gare de Bordeaux-Saint-Jean (Gare d’Arcachon, F41)
- Gare de Bassens (Gare de Libourne, F41)
- Gare de Libourne